# Mihai Sandu-Capră
Mihai Sandu-Capră (n. 1 iulie 1956, com. Drăgușeni, județul Suceava) este un politician român, fost membru al Parlamentului României, ales pe listele PSD. În cadrul activității sale parlamentare, Mihai Sandu-Capră a fost membru în grupurile parlamentare de prietenie cu Statul Plurinațional Bolivia, Republica Panama, Republica Libaneză, Republica Polonă, Republica Turkmenistan, Republica Finlanda.